# EFL Championship 2018-19
EFL Championship mùa giải 2018–19 (còn được gọi là Sky Bet Championship vì lý do tài trợ) là giải đấu lần thứ 3 dưới tên EFL Championship, và là lần thứ 27 của giải hạng hai Anh. Norwich City là đương kim vô địch, sau khi thắng trận cuối cùng trước Aston Villa với tỷ số 2–1.

## Thay đổi danh sách đội
Các đội bóng dưới đây đã thay đổi hạng đấu kể từ mùa giải 2017-18.
| Thăng hạng từ League One - Wigan Athletic - Blackburn Rovers - Rotherham United Xuống hạng từ Giải bóng đá Ngoại hạng Anh - West Bromwich Albion - Stoke City - Swansea City |  | Thăng hạng lên Giải bóng đá Ngoại hạng Anh - Wolverhampton Wanderers - Cardiff City - Fulham Xuống hạng chơi ở League One - Sunderland - Burton Albion - Barnsley |

## Sân vận động
| Đội                  | Địa điểm                  | Sân vận động                | Sức chứa |
| -------------------- | ------------------------- | --------------------------- | -------- |
| Aston Villa          | Birmingham (Aston)        | Villa Park                  | 42,790   |
| Birmingham City      | Birmingham (Bordesley)    | Sân vận động St Andrew's    | 30,015   |
| Blackburn Rovers     | Blackburn                 | Sân vận động Ewood Park     | 31,367   |
| Bolton Wanderers     | Bolton                    | Sân vận động Đại học Bolton | 28,723   |
| Brentford            | London (Brentford)        | Sân vận động Griffin Park   | 12,300   |
| Bristol City         | Bristol                   | Sân vận động Ashton Gate    | 27,000   |
| Derby County         | Derby                     | Sân vận động Pride Park     | 33,600   |
| Hull City            | Kingston upon Hull        | Sân vận động KCOM           | 25,400   |
| Ipswich Town         | Ipswich                   | Sân vận động Portman Road   | 30,300   |
| Leeds United         | Leeds                     | Sân vận động Elland Road    | 37,890   |
| Middlesbrough        | Middlesbrough             | Sân vận động Riverside      | 34,742   |
| Millwall             | London (South Bermondsey) | Sân vận động The Den        | 20,146   |
| Norwich City         | Norwich                   | Sân vận động Carrow Road    | 27,244   |
| Nottingham Forest    | Nottingham                | Sân vận động City Ground    | 30,445   |
| Preston North End    | Preston                   | Sân vận động Deepdale       | 23,408   |
| Queens Park Rangers  | London (White City)       | Sân vận động Loftus Road    | 18,439   |
| Reading              | Reading                   | Sân vận động Madejski       | 24,161   |
| Rotherham United     | Rotherham                 | Sân vận động New York       | 12,021   |
| Sheffield United     | Sheffield                 | Sân vận động Bramall Lane   | 32,702   |
| Sheffield Wednesday  | Sheffield                 | Sân vận động Hillsborough   | 39,752   |
| Stoke City           | Stoke-on-Trent            | Sân vận động bet365         | 30,089   |
| Swansea City         | Swansea                   | Sân vận động Liberty        | 21,088   |
| West Bromwich Albion | West Bromwich             | Sân vận động The Hawthorns  | 26,850   |
| Wigan Athletic       | Wigan                     | Sân vận động DW             | 25,133   |

## Nhân sự và áo đấu
| Đội                  | Huấn luyện viên1 | Đội trưởng       | Nhà sản xuất áo thi đấu | Nhà tài trợ chính |
| -------------------- | ---------------- | ---------------- | ----------------------- | ----------------- |
| Aston Villa          | Dean Smith       | James Chester    | Luke Sport              | 32Red             |
| Birmingham City      | Garry Monk       | Michael Morrison | Adidas                  | 888sport          |
| Blackburn Rovers     | Tony Mowbray     | Charlie Mulgrew  | Umbro                   | 10Bet             |
| Bolton Wanderers     | Phil Parkinson   | David Wheater    | Macron                  | Betfred           |
| Brentford            | Thomas Frank     | Romaine Sawyers  | Adidas                  | LeoVegas          |
| Bristol City         | Lee Johnson      | Bailey Wright    | Bristol Sport           | Dunder            |
| Derby County         | Frank Lampard    | Curtis Davies    | Umbro                   | 32Red             |
| Hull City            | Nigel Adkins     | Markus Henriksen | Umbro                   | SportPesa         |
| Ipswich Town         | Paul Lambert     | Luke Chambers    | Adidas                  | Magical Vegas     |
| Leeds United         | Marcelo Bielsa   | Liam Cooper      | Kappa                   | 32Red             |
| Middlesbrough        | Tony Pulis       | Grant Leadbitter | Hummel                  | 32Red             |
| Millwall             | Neil Harris      | Steve Morison    | Macron                  | TW Drainage       |
| Norwich City         | Daniel Farke     | Grant Hanley     | Erreà                   | LeoVegas          |
| Nottingham Forest    | Martin O'Neill   | Ben Watson       | Macron                  | BetBright         |
| Preston North End    | Alex Neil        | Tom Clarke       | Nike                    | 32Red             |
| Queens Park Rangers  | Steve McClaren   | Toni Leistner    | Erreà                   | Royal Panda       |
| Reading              | José Gomes       | Paul McShane     | Puma                    | Carabao           |
| Rotherham United     | Paul Warne       | Richard Wood     | Puma                    | Hodge Clemco      |
| Sheffield United     | Chris Wilder     | Billy Sharp      | Adidas                  | Ramsdens Currency |
| Sheffield Wednesday  | Steve Bruce      | Tom Lees         | Elev8                   | Chansiri          |
| Stoke City           | Nathan Jones     | Ryan Shawcross   | Macron                  | bet365            |
| Swansea City         | Graham Potter    | Leroy Fer        | Joma                    | Bet UK            |
| West Bromwich Albion | Darren Moore     | Chris Brunt      | Puma                    | Ideal Boilers     |
| Wigan Athletic       | Paul Cook        | Sam Morsy        | Puma                    | DW Sports Fitness |

## Sự thay đổi huấn luyện viên
| Đội                 | Huấn luyện viên cũ | Lý do kết thúc               | Ngày kết thúc        | Vị trí trên bảng xếp hạng | Huấn luyện viên mới | Ngày bổ nhiệm        |
| ------------------- | ------------------ | ---------------------------- | -------------------- | ------------------------- | ------------------- | -------------------- |
| Ipswich Town        | Bryan Klug         | Kết thúc thời gian tạm quyền | 6 tháng 5 năm 2018   | Trước mùa giải            | Paul Hurst          | 30 tháng 5 năm 2018  |
| Queens Park Rangers | Ian Holloway       | Bị sa thải                   | 10 tháng 5 năm 2018  | Trước mùa giải            | Steve McClaren      | 18 tháng 5 năm 2018  |
| Swansea City        | Carlos Carvalhal   | Hết hạn hợp đồng             | 18 tháng 5 năm 2018  | Trước mùa giải            | Graham Potter       | 11 tháng 6 năm 2018  |
| Stoke City          | Paul Lambert       | Từ chức                      | 18 tháng 5 năm 2018  | Trước mùa giải            | Gary Rowett         | 22 tháng 5 năm 2018  |
| Derby County        | Gary Rowett        | Chuyển sang Stoke City       | 22 tháng 5 năm 2018  | Trước mùa giải            | Frank Lampard       | 31 tháng 5 năm 2018  |
| Leeds United        | Paul Heckingbottom | Bị sa thải                   | 1 tháng 6 năm 2018   | Trước mùa giải            | Marcelo Bielsa      | 15 tháng 6 năm 2018  |
| Aston Villa         | Steve Bruce        | Bị sa thải                   | 3 tháng 10 năm 2018  | 12                        | Dean Smith          | 10 tháng 10 năm 2018 |
| Brentford           | Dean Smith         | Chuyển sang Aston Villa      | 10 tháng 10 năm 2018 | 7                         | Thomas Frank        | 16 tháng 10 năm 2018 |
| Ipswich Town        | Paul Hurst         | Bị sa thải                   | 25 tháng 10 năm 2018 | 24                        | Paul Lambert        | 27 tháng 10 năm 2018 |
| Reading             | Paul Clement       | Bị sa thải                   | 6 tháng 12 năm 2018  | 21                        | José Gomes          | 22 tháng 12 năm 2018 |
| Sheffield Wednesday | Jos Luhukay        | Bị sa thải                   | 21 tháng 12 năm 2018 | 18                        | Steve Bruce         | 2 tháng 1 năm 2019   |
| Stoke City          | Gary Rowett        | Bị sa thải                   | 8 tháng 1 năm 2019   | 14                        | Nathan Jones        | 9 tháng 1 năm 2019   |
| Nottingham Forest   | Aitor Karanka      | Giải phóng hợp đồng          | 11 tháng 1 năm 2019  | 7                         | Martin O'Neill      | 14 tháng 1 năm 2019  |

## Bảng xếp hạng
| VT | Đội                  | ST | T  | H  | B  | BT | BB | HS  | Đ  | Thăng hạng, giành quyền tham dự hoặc xuống hạng |
| -- | -------------------- | -- | -- | -- | -- | -- | -- | --- | -- | ----------------------------------------------- |
| 1  | Norwich City (C, P)  | 46 | 27 | 13 | 6  | 93 | 57 | +36 | 94 | Thăng hạng lên Giải bóng đá Ngoại hạng Anh      |
| 2  | Sheffield United (P) | 46 | 26 | 11 | 9  | 78 | 41 | +37 | 89 | Thăng hạng lên Giải bóng đá Ngoại hạng Anh      |
| 3  | Leeds United         | 46 | 25 | 8  | 13 | 73 | 50 | +23 | 83 | Lọt vào vòng play-off Championship              |
| 4  | West Bromwich Albion | 46 | 23 | 11 | 12 | 87 | 62 | +25 | 80 | Lọt vào vòng play-off Championship              |
| 5  | Aston Villa (O, P)   | 46 | 20 | 16 | 10 | 82 | 61 | +21 | 76 | Lọt vào vòng play-off Championship              |
| 6  | Derby County         | 46 | 20 | 14 | 12 | 69 | 54 | +15 | 74 | Lọt vào vòng play-off Championship              |
| 7  | Middlesbrough        | 46 | 20 | 13 | 13 | 49 | 41 | +8  | 73 |                                                 |
| 8  | Bristol City         | 46 | 19 | 13 | 14 | 59 | 53 | +6  | 70 |                                                 |
| 9  | Nottingham Forest    | 46 | 17 | 15 | 14 | 61 | 54 | +7  | 66 |                                                 |
| 10 | Swansea City         | 46 | 18 | 11 | 17 | 65 | 62 | +3  | 65 |                                                 |
| 11 | Brentford            | 46 | 17 | 13 | 16 | 73 | 59 | +14 | 64 |                                                 |
| 12 | Sheffield Wednesday  | 46 | 16 | 16 | 14 | 60 | 62 | −2  | 64 |                                                 |
| 13 | Hull City            | 46 | 17 | 11 | 18 | 66 | 68 | −2  | 62 |                                                 |
| 14 | Preston North End    | 46 | 16 | 13 | 17 | 67 | 67 | 0   | 61 |                                                 |
| 15 | Blackburn Rovers     | 46 | 16 | 12 | 18 | 64 | 69 | −5  | 60 |                                                 |
| 16 | Stoke City           | 46 | 11 | 22 | 13 | 45 | 52 | −7  | 55 |                                                 |
| 17 | Birmingham City      | 46 | 14 | 19 | 13 | 64 | 58 | +6  | 52 |                                                 |
| 18 | Wigan Athletic       | 46 | 13 | 13 | 20 | 51 | 64 | −13 | 52 |                                                 |
| 19 | Queens Park Rangers  | 46 | 14 | 9  | 23 | 53 | 71 | −18 | 51 |                                                 |
| 20 | Reading              | 46 | 10 | 17 | 19 | 49 | 66 | −17 | 47 |                                                 |
| 21 | Millwall             | 46 | 10 | 14 | 22 | 48 | 64 | −16 | 44 |                                                 |
| 22 | Rotherham United (R) | 46 | 8  | 16 | 22 | 52 | 83 | −31 | 40 | Xuống hạng chơi ở EFL League One                |
| 23 | Bolton Wanderers (R) | 46 | 8  | 8  | 30 | 29 | 78 | −49 | 32 | Xuống hạng chơi ở EFL League One                |
| 24 | Ipswich Town (R)     | 46 | 5  | 16 | 25 | 36 | 77 | −41 | 31 | Xuống hạng chơi ở EFL League One                |

1. ↑  Aston Villa were promoted to the Premier League after beating Derby County in the Play-Off Final.[43]
2. ↑  Brentford were awarded a 1–0 win over Bolton Wanderers due to Bolton's inability to hold the fixture.[44]
3. ↑  Birmingham City were deducted 9 points for failure to comply with the EFL profitability and sustainability rules.[45]

## Play-off thăng hạng
|  | Bán kết | Bán kết              | Bán kết     | Bán kết | Bán kết |  |   | Chung kết    | Chung kết | Chung kết |
|  |         |                      |             |         |         |  |   |              |           |           |
|  | 3       | Leeds United         | 1           | 2       | 3       |  |   |              |           |           |
|  | 6       | Derby County         | 0           | 4       | 4       |  |   |              |           |           |
|  |         |                      |             |         |         |  | 6 | Derby County | 1         |           |
|  |         | 5                    | Aston Villa | 2       |         |  |   |              |           |           |
|  | 4       | West Bromwich Albion | 1           | 1       | 2 (3)   |  |   |              |           |           |
|  | 5       | Aston Villa          | 2           | 0       | 2 (4)   |  |   |              |           |           |

## Kết quả các trận
| Nhà \ Khách          | AST | BIR | BLB | BOL | BRE | BRI | DER | HUL | IPS | LEE | MID | MIL | NOR | NOT | PNE | QPR | REA | ROT | SHU | SHW | STO | SWA | WBA | WIG |
| -------------------- | --- | --- | --- | --- | --- | --- | --- | --- | --- | --- | --- | --- | --- | --- | --- | --- | --- | --- | --- | --- | --- | --- | --- | --- |
| Aston Villa          | —   | 4–2 | 2–1 | 2–0 | 2–2 | 2–1 | 4–0 | 2–2 | 2–1 | 2–3 | 3–0 | 1–0 | 1–2 | 5–5 | 3–3 | 2–2 | 1–1 | 2–0 | 3–3 | 1–2 | 2–2 | 1–0 | 0–2 | 3–2 |
| Birmingham City      | 0–1 | —   | 2–2 | 0–1 | 0–0 | 0–1 | 2–2 | 3–3 | 2–2 | 1–0 | 1–2 | 0–2 | 2–2 | 2–0 | 3–0 | 0–0 | 2–1 | 3–1 | 1–1 | 3–1 | 2–0 | 0–0 | 1–1 | 1–1 |
| Blackburn Rovers     | 1–1 | 2–2 | —   | 2–0 | 1–0 | 0–1 | 2–0 | 3–0 | 2–0 | 2–1 | 0–1 | 0–0 | 0–1 | 2–2 | 0–1 | 1–0 | 2–2 | 1–1 | 0–2 | 4–2 | 0–1 | 2–2 | 2–1 | 3–0 |
| Bolton Wanderers     | 0–2 | 1–0 | 0–1 | —   | 0–1 | 2–2 | 1–0 | 0–1 | 1–2 | 0–1 | 0–2 | 2–1 | 0–4 | 0–3 | 1–2 | 1–2 | 1–1 | 2–1 | 0–3 | 0–2 | 0–0 | 0–1 | 0–2 | 1–1 |
| Brentford            | 1–0 | 1–1 | 5–2 | 1–0 | —   | 0–1 | 3–3 | 5–1 | 2–0 | 2–0 | 1–2 | 2–0 | 1–1 | 2–1 | 3–0 | 3–0 | 2–2 | 5–1 | 2–3 | 2–0 | 3–1 | 2–3 | 0–1 | 2–0 |
| Bristol City         | 1–1 | 1–2 | 4–1 | 2–1 | 1–1 | —   | 0–2 | 1–0 | 1–1 | 0–1 | 0–2 | 1–1 | 2–2 | 1–1 | 0–1 | 2–1 | 1–1 | 1–0 | 1–0 | 1–2 | 0–1 | 2–0 | 3–2 | 2–2 |
| Derby County         | 0–3 | 3–1 | 0–0 | 4–0 | 3–1 | 1–1 | —   | 2–0 | 2–0 | 1–4 | 1–1 | 0–1 | 1–1 | 0–0 | 2–0 | 2–0 | 2–1 | 6–1 | 2–1 | 1–1 | 0–0 | 2–1 | 3–1 | 2–1 |
| Hull City            | 1–3 | 2–0 | 0–1 | 6–0 | 2–0 | 1–1 | 1–2 | —   | 2–0 | 0–1 | 1–1 | 2–1 | 0–0 | 0–2 | 1–1 | 2–2 | 3–1 | 2–2 | 0–3 | 3–0 | 2–0 | 3–2 | 1–0 | 2–1 |
| Ipswich Town         | 1–1 | 1–1 | 2–2 | 0–0 | 1–1 | 2–3 | 1–1 | 0–2 | —   | 3–2 | 0–2 | 2–3 | 1–1 | 1–1 | 1–1 | 0–2 | 1–2 | 1–0 | 1–1 | 0–1 | 1–1 | 0–1 | 1–2 | 1–0 |
| Leeds United         | 1–1 | 1–2 | 3–2 | 2–1 | 1–1 | 2–0 | 2–0 | 0–2 | 2–0 | —   | 0–0 | 3–2 | 1–3 | 1–1 | 3–0 | 2–1 | 1–0 | 2–0 | 0–1 | 1–0 | 3–1 | 2–1 | 4–0 | 1–2 |
| Middlesbrough        | 0–3 | 1–0 | 1–1 | 2–0 | 1–2 | 0–1 | 1–1 | 1–0 | 2–0 | 1–1 | —   | 1–1 | 0–1 | 0–2 | 1–2 | 2–0 | 2–1 | 0–0 | 3–0 | 0–1 | 1–0 | 0–0 | 1–0 | 2–0 |
| Millwall             | 2–1 | 0–2 | 0–2 | 1–1 | 1–1 | 1–2 | 2–1 | 2–2 | 3–0 | 1–1 | 2–2 | —   | 1–3 | 1–0 | 1–3 | 0–0 | 1–0 | 0–0 | 2–3 | 0–0 | 0–0 | 1–2 | 2–0 | 2–1 |
| Norwich City         | 2–1 | 3–1 | 2–1 | 3–2 | 1–0 | 3–2 | 3–4 | 3–2 | 3–0 | 0–3 | 1–0 | 4–3 | —   | 3–3 | 2–0 | 4–0 | 2–2 | 3–1 | 2–2 | 2–2 | 0–1 | 1–0 | 3–4 | 1–0 |
| Nottingham Forest    | 1–3 | 2–2 | 1–2 | 1–0 | 2–1 | 0–1 | 1–0 | 3–0 | 2–0 | 4–2 | 3–0 | 2–2 | 1–2 | —   | 0–1 | 0–1 | 1–0 | 1–0 | 1–0 | 2–1 | 0–0 | 2–1 | 1–1 | 3–1 |
| Preston North End    | 1–1 | 1–0 | 4–1 | 2–2 | 4–3 | 1–1 | 0–0 | 1–2 | 4–0 | 0–2 | 1–1 | 3–2 | 3–1 | 0–0 | —   | 1–0 | 2–3 | 1–1 | 0–1 | 3–3 | 2–2 | 1–1 | 2–3 | 4–0 |
| Queens Park Rangers  | 1–0 | 3–4 | 1–2 | 1–2 | 3–2 | 0–3 | 1–1 | 2–3 | 3–0 | 1–0 | 2–1 | 2–0 | 0–1 | 0–1 | 1–4 | —   | 0–0 | 1–2 | 1–2 | 3–0 | 0–0 | 4–0 | 2–3 | 1–0 |
| Reading              | 0–0 | 0–0 | 2–1 | 0–1 | 2–1 | 3–2 | 1–2 | 3–0 | 2–2 | 0–3 | 0–1 | 3–1 | 1–2 | 2–0 | 2–1 | 0–1 | —   | 1–1 | 0–2 | 1–2 | 2–2 | 1–4 | 0–0 | 3–2 |
| Rotherham United     | 1–2 | 1–3 | 3–2 | 1–1 | 2–4 | 0–0 | 1–0 | 2–3 | 1–0 | 1–2 | 1–2 | 1–0 | 1–2 | 2–1 | 2–1 | 2–2 | 1–1 | —   | 2–2 | 2–2 | 2–2 | 2–1 | 0–4 | 1–1 |
| Sheffield United     | 4–1 | 0–0 | 3–0 | 2–0 | 2–0 | 2–3 | 3–1 | 1–0 | 2–0 | 0–1 | 1–0 | 1–1 | 2–1 | 2–0 | 3–2 | 1–0 | 4–0 | 2–0 | —   | 0–0 | 1–1 | 1–2 | 1–2 | 4–2 |
| Sheffield Wednesday  | 1–3 | 1–1 | 4–2 | 1–0 | 2–0 | 2–0 | 1–2 | 1–1 | 2–1 | 1–1 | 1–2 | 2–1 | 0–4 | 3–0 | 1–0 | 1–2 | 0–0 | 2–2 | 0–0 | —   | 2–2 | 3–1 | 2–2 | 1–0 |
| Stoke City           | 1–1 | 0–1 | 2–3 | 2–0 | 1–1 | 0–2 | 2–1 | 2–0 | 2–0 | 2–1 | 0–0 | 1–0 | 2–2 | 2–0 | 0–2 | 2–2 | 0–0 | 2–2 | 2–2 | 0–0 | —   | 1–0 | 0–1 | 0–3 |
| Swansea City         | 0–1 | 3–3 | 3–1 | 2–0 | 3–0 | 0–1 | 1–1 | 2–2 | 2–3 | 2–2 | 3–1 | 1–0 | 1–4 | 0–0 | 1–0 | 3–0 | 2–0 | 4–3 | 1–0 | 2–1 | 3–1 | —   | 1–2 | 2–2 |
| West Bromwich Albion | 2–2 | 3–2 | 1–1 | 1–2 | 1–1 | 4–2 | 1–4 | 3–2 | 1–1 | 4–1 | 2–3 | 2–0 | 1–1 | 2–2 | 4–1 | 7–1 | 4–1 | 2–1 | 0–1 | 1–1 | 2–1 | 3–0 | —   | 2–0 |
| Wigan Athletic       | 3–0 | 0–3 | 3–1 | 5–2 | 0–0 | 1–0 | 0–1 | 2–1 | 1–1 | 1–2 | 0–0 | 1–0 | 1–1 | 2–2 | 2–0 | 2–1 | 0–0 | 1–0 | 0–3 | 3–2 | 0–0 | 0–0 | 1–0 | —   |

## Các cầu thủ ghi bàn hàng đầu
Tính đến 5 tháng 5 năm 2019
| Thứ hạng | Càu thủ         | Đội                  | Số bàn |
| -------- | --------------- | -------------------- | ------ |
| 1        | Teemu Pukki     | Norwich City         | 29     |
| 2        | Tammy Abraham   | Aston Villa          | 25     |
| 2        | Neal Maupay     | Brentford            | 25     |
| 4        | Dwight Gayle    | West Bromwich Albion | 23     |
| 4        | Billy Sharp     | Sheffield United     | 23     |
| 6        | Che Adams       | Birmingham City      | 22     |
| 6        | Jarrod Bowen    | Hull City            | 22     |
| 6        | Oliver McBurnie | Swansea City         | 22     |
| 6        | Jay Rodriguez   | West Bromwich Albion | 22     |
| 10       | Lewis Grabban   | Nottingham Forest    | 16     |

## Hat-trick
| Cầu thủ          | Đội                  | Đối thủ             | Kết quả | Ngày                 | Tham khảo |
| ---------------- | -------------------- | ------------------- | ------- | -------------------- | --------- |
| Lukas Jutkiewicz | Birmingham City      | Rotherham United    | 3–1 (H) | 6 tháng 10 năm 2018  | [ 49 ]    |
| Billy Sharp      | Sheffield United     | Wigan Athletic      | 4–2 (H) | 27 tháng 10 năm 2018 | [ 50 ]    |
| Che Adams        | Birmingham City      | Hull City           | 3–3 (H) | 10 tháng 11 năm 2018 | [ 51 ]    |
| Tammy Abraham    | Aston Villa          | Nottingham Forest   | 5–5 (H) | 28 tháng 11 năm 2018 | [ 52 ]    |
| Danny Graham     | Blackburn Rovers     | Sheffield Wednesday | 4–2 (H) | 1 tháng 12 năm 2018  | [ 53 ]    |
| Dwight Gayle     | West Bromwich Albion | Rotherham United    | 0–4 (A) | 22 tháng 12 năm 2018 | [ 54 ]    |
| Billy Sharp      | Sheffield United     | Aston Villa         | 3–3 (A) | 8 tháng 2 năm 2019   | [ 55 ]    |
| Che Adams        | Birmingham City      | Queens Park Rangers | 3–4 (A) | 9 tháng 2 năm 2019   | [ 56 ]    |
| Saïd Benrahma    | Brentford            | Hull City           | 5–1 (H) | 23 tháng 2 năm 2019  | [ 57 ]    |
| Martyn Waghorn   | Derby County         | Rotherham United    | 6–1 (H) | 30 tháng 3 năm 2019  | [ 58 ]    |
| Andreas Weimann  | Bristol City         | Sheffield United    | 2–3 (A) | 30 tháng 3 năm 2019  | [ 59 ]    |
| Mason Mount      | Derby County         | Bolton Wanderers    | 4–0 (H) | 13 tháng 4 năm 2019  | [ 60 ]    |
| Dwight Gayle     | West Bromwich Albion | Preston North End   | 4–1 (H) | 13 tháng 4 năm 2019  | [ 61 ]    |

1. ↑  Player scored 4 goals

## Giải thưởng hàng tháng
| Tháng    | Huấn luyện viên xuất sắc nhất tháng | Huấn luyện viên xuất sắc nhất tháng | Cầu thủ xuất sắc nhất tháng | Cầu thủ xuất sắc nhất tháng | Tham khảo     |
| Tháng    | Huấn luyện viên                     | Câu lạc bộ                          | Cầu thủ                     | Câu lạc bộ                  | Tham khảo     |
| -------- | ----------------------------------- | ----------------------------------- | --------------------------- | --------------------------- | ------------- |
| Tháng 8  | Marcelo Bielsa                      | Leeds United                        | Kemar Roofe                 | Leeds United                | [ 62 ] [ 63 ] |
| Tháng 9  | Darren Moore                        | West Bromwich Albion                | Dwight Gayle                | West Bromwich Albion        | [ 64 ] [ 65 ] |
| Tháng 10 | Steve McClaren                      | Queens Park Rangers                 | Lukas Jutkiewicz            | Birmingham City             | [ 66 ] [ 67 ] |
| Tháng 11 | Daniel Farke                        | Norwich City                        | Tammy Abraham               | Aston Villa                 | [ 68 ] [ 69 ] |
| Tháng 12 | Nigel Adkins                        | Hull City                           | Jarrod Bowen                | Hull City                   | [ 70 ] [ 71 ] |